# Puchar Świata w narciarstwie dowolnym 2023/2024
Puchar Świata w narciarstwie dowolnym 2023/2024 – cykl zawodów w narciarstwie dowolnym, który rozpoczął się 19 października 2023 r. w szwajcarskim Chur, a zakończył 24 marca 2024 r. w Silvaplanie, również w Szwajcarii.

## Konkurencje
- AE = skoki akrobatyczne
  - AET = skoki akrobatyczne drużyn mieszanych
- MO = jazda po muldach
- DM = jazda po muldach podwójnych
- SX = skicross
- HP = halfpipe
- SS = slopestyle
- BA = big air

Na liście klasyfikacji widnieją również oznaczenia MODM i OPP, które nie odzwierciedlają żadnych konkurencji. MODM to zsumowana klasyfikacja jazdy po muldach i jazdy po muldach podwójnych, natomiast OPP to zsumowana klasyfikacja halfpipe'u, slopestyle’u i big air’u.

## Kalendarz

### Freeski(HP/SS/BA)

#### Mężczyźni
| Lp  | Data                 | Miejscowość      | Konkurencja | 1. miejsce      | 2. miejsce         | 3. miejsce       |
| --- | -------------------- | ---------------- | ----------- | --------------- | ------------------ | ---------------- |
| 1.  | 19 października 2023 | Chur             | BA          | Dylan Deschamps | Daniel Bacher      | Birk Ruud        |
| 2.  | 23 listopada 2023    | Stubai           | SS          | Evan McEachran  | Mac Forehand       | Alexander Hall   |
| 3.  | 2 grudnia 2023       | Pekin            | BA          | Alexander Hall  | Édouard Therriault | Andri Ragettli   |
| 4.  | 9 grudnia 2023       | Secret Garden    | HP          | Alex Ferreira   | Luke Harrold       | Hunter Hess      |
| 5.  | 15 grudnia 2023      | Copper Mountain  | HP          | Alex Ferreira   | Hunter Hess        | Birk Irving      |
| 6.  | 16 grudnia 2023      | Copper Mountain  | BA          | Mac Forehand    | Miro Tabanelli     | Birk Ruud        |
|     | 13 stycznia 2024     | Font-Romeu       | SS          | Odwołano        | Odwołano           | Odwołano         |
| 7.  | 21 stycznia 2024     | Laax             | SS          | Birk Ruud       | Mac Forehand       | Max Moffatt      |
| 8.  | 2 lutego 2024        | Mammoth Mountain | HP          | Alex Ferreira   | Hunter Hess        | Nicholas Goepper |
| 9.  | 3 lutego 2024        | Mammoth Mountain | SS          | Alexander Hall  | Colby Stevenson    | Andri Ragettli   |
| 10. | 15 lutego 2024       | Calgary          | HP          | Alex Ferreira   | Brendan Mackay     | Jon Sallinen     |
| 11. | 17 lutego 2024       | Calgary          | HP          | Alex Ferreira   | Jon Sallinen       | Lee Seung-hun    |
| 12. | 15 marca 2024        | Tignes           | BA          | Alexander Hall  | Leo Landrø         | Andri Ragettli   |
| 13. | 16 marca 2024        | Tignes           | SS          | Mac Forehand    | Tormod Frostad     | Konnor Ralph     |
| 14. | 24 marca 2024        | Silvaplana       | SS          | Andri Ragettli  | Lukas Müllauer     | Luca Harrington  |

#### Kobiety
| Lp  | Data                 | Miejscowość      | Konkurencja | 1. miejsce       | 2. miejsce       | 3. miejsce        |
| --- | -------------------- | ---------------- | ----------- | ---------------- | ---------------- | ----------------- |
| 1.  | 19 października 2023 | Chur             | BA          | Mathilde Gremaud | Tess Ledeux      | Sarah Höfflin     |
| 2.  | 23 listopada 2023    | Stubai           | SS          | Mathilde Gremaud | Tess Ledeux      | Ruby Star Andrews |
| 3.  | 2 grudnia 2023       | Pekin            | BA          | Mathilde Gremaud | Kirsty Muir      | Flora Tabanelli   |
| 4.  | 9 grudnia 2023       | Secret Garden    | HP          | Eileen Gu        | Hanna Faulhaber  | Amy Fraser        |
| 5.  | 15 grudnia 2023      | Copper Mountain  | HP          | Eileen Gu        | Hanna Faulhaber  | Zoe Atkin         |
| 6.  | 16 grudnia 2023      | Copper Mountain  | BA          | Tess Ledeux      | Mathilde Gremaud | Kirsty Muir       |
|     | 13 stycznia 2024     | Font-Romeu       | SS          | Odwołano         | Odwołano         | Odwołano          |
| 7.  | 21 stycznia 2024     | Laax             | SS          | Mathilde Gremaud | Eileen Gu        | Jay Riccomini     |
| 8.  | 2 lutego 2024        | Mammoth Mountain | HP          | Amy Fraser       | Eileen Gu        | Zoe Atkin         |
| 9.  | 3 lutego 2024        | Mammoth Mountain | SS          | Mathilde Gremaud | Eleanor Andrews  | Jay Riccomini     |
| 10. | 15 lutego 2024       | Calgary          | HP          | Eileen Gu        | Amy Fraser       | Zoe Atkin         |
| 11. | 17 lutego 2024       | Calgary          | HP          | Eileen Gu        | Zoe Atkin        | Svea Irving       |
| 12. | 15 marca 2024        | Tignes           | BA          | Mathilde Gremaud | Liu Mengting     | Flora Tabanelli   |
| 13. | 16 marca 2024        | Tignes           | SS          | Tess Ledeux      | Mathilde Gremaud | Olivia Asselin    |
| 14. | 24 marca 2024        | Silvaplana       | SS          | Tess Ledeux      | Mathilde Gremaud | Jay Riccomini     |

### Muldy(MO/DM)

#### Mężczyźni
| Lp  | Data             | Miejscowość          | Konkurencja | 1. miejsce       | 2. miejsce          | 3. miejsce       |
| --- | ---------------- | -------------------- | ----------- | ---------------- | ------------------- | ---------------- |
| 1.  | 2 grudnia 2023   | Ruka                 | MO          | Ikuma Horishima  | Walter Wallberg     | Mikaël Kingsbury |
| 2.  | 8 grudnia 2023   | Idre Fjäll           | MO          | Mikaël Kingsbury | Nick Page           | Filip Gravenfors |
| 3.  | 9 grudnia 2023   | Idre Fjäll           | DM          | Mikaël Kingsbury | Rasmus Stegfeldt    | Ikuma Horishima  |
| 4.  | 15 grudnia 2023  | Alpe d’Huez          | MO          | Mikaël Kingsbury | Elliot Vaillancourt | Ikuma Horishima  |
| 5.  | 16 grudnia 2023  | Alpe d’Huez          | DM          | Walter Wallberg  | Rasmus Stegfeldt    | Mikaël Kingsbury |
| 6.  | 22 grudnia 2023  | Bakuriani            | MO          | Ikuma Horishima  | Filip Gravenfors    | Mikaël Kingsbury |
| 7.  | 23 grudnia 2023  | Bakuriani            | DM          | Mikaël Kingsbury | Ikuma Horishima     | Nick Page        |
| 8.  | 19 stycznia 2024 | Val Saint-Côme       | MO          | Walter Wallberg  | Elliot Vaillancourt | Filip Gravenfors |
| 9.  | 20 stycznia 2024 | Val Saint-Côme       | DM          | Mikaël Kingsbury | Filip Gravenfors    | Matt Graham      |
| 10. | 26 stycznia 2024 | Waterville Valley    | MO          | Ikuma Horishima  | Cooper Woods        | Mikaël Kingsbury |
| 11. | 27 stycznia 2024 | Waterville Valley    | DM          | Mikaël Kingsbury | Ikuma Horishima     | Walter Wallberg  |
| 12. | 1 lutego 2024    | Deer Valley          | MO          | Mikaël Kingsbury | Ikuma Horishima     | Filip Gravenfors |
| 13. | 3 lutego 2024    | Deer Valley          | DM          | Ikuma Horishima  | Benjamin Cavet      | Dylan Marcellini |
| 14. | 8 marca 2024     | Ałmaty               | MO          | Mikaël Kingsbury | Ikuma Horishima     | Matt Graham      |
| 15. | 9 marca 2024     | Ałmaty               | DM          | Mikaël Kingsbury | Pawieł Kołmakow     | Landon Wendler   |
| 16. | 16 marca 2024    | Chiesa in Valmalenco | DM          | Mikaël Kingsbury | Takuya Shimakawa    | Nick Page        |

#### Kobiety
| Lp  | Data             | Miejscowość          | Konkurencja | 1. miejsce     | 2. miejsce         | 3. miejsce       |
| --- | ---------------- | -------------------- | ----------- | -------------- | ------------------ | ---------------- |
| 1.  | 2 grudnia 2023   | Ruka                 | MO          | Jakara Anthony | Elizabeth Lemley   | Olivia Giaccio   |
| 2.  | 8 grudnia 2023   | Idre Fjäll           | MO          | Jakara Anthony | Rino Yanagimoto    | Olivia Giaccio   |
| 3.  | 9 grudnia 2023   | Idre Fjäll           | DM          | Jaelin Kauf    | Rino Yanagimoto    | Jakara Anthony   |
| 4.  | 15 grudnia 2023  | Alpe d’Huez          | MO          | Jakara Anthony | Jaelin Kauf        | Olivia Giaccio   |
| 5.  | 16 grudnia 2023  | Alpe d’Huez          | DM          | Jakara Anthony | Olivia Giaccio     | Alli Macuga      |
| 6.  | 22 grudnia 2023  | Bakuriani            | MO          | Jakara Anthony | Rino Yanagimoto    | Hannah Soar      |
| 7.  | 23 grudnia 2023  | Bakuriani            | DM          | Jakara Anthony | Maïa Schwinghammer | Jaelin Kauf      |
| 8.  | 19 stycznia 2024 | Val Saint-Côme       | MO          | Jakara Anthony | Jaelin Kauf        | Hinako Tomitaka  |
| 9.  | 20 stycznia 2024 | Val Saint-Côme       | DM          | Jakara Anthony | Jaelin Kauf        | Olivia Giaccio   |
| 10. | 26 stycznia 2024 | Waterville Valley    | MO          | Jakara Anthony | Jaelin Kauf        | Hannah Soar      |
| 11. | 27 stycznia 2024 | Waterville Valley    | DM          | Jakara Anthony | Jaelin Kauf        | Olivia Giaccio   |
| 12. | 1 lutego 2024    | Deer Valley          | MO          | Olivia Giaccio | Jaelin Kauf        | Hinako Tomitaka  |
| 13. | 3 lutego 2024    | Deer Valley          | DM          | Jakara Anthony | Jaelin Kauf        | Olivia Giaccio   |
| 14. | 8 marca 2024     | Ałmaty               | MO          | Jakara Anthony | Alli Macuga        | Hannah Soar      |
| 15. | 9 marca 2024     | Ałmaty               | DM          | Jakara Anthony | Jaelin Kauf        | Olivia Giaccio   |
| 16. | 16 marca 2024    | Chiesa in Valmalenco | DM          | Jakara Anthony | Jaelin Kauf        | Elizabeth Lemley |

### Skoki akrobatyczne(AE)

#### Mężczyźni
| Lp | Data            | Miejscowość  | Konkurencja | 1. miejsce         | 2. miejsce         | 3. miejsce         |
| -- | --------------- | ------------ | ----------- | ------------------ | ------------------ | ------------------ |
| 1. | 3 grudnia 2023  | Ruka         | AE          | Qi Guangpu         | Pirmin Werner      | Dmytro Kotowski    |
| 2. | 16 grudnia 2023 | Changchun    | AE          | Pirmin Werner      | Christopher Lillis | Li Tianma          |
| 3. | 2 lutego 2024   | Deer Valley  | AE          | Alexandre Duchaine | Connor Curran      | Qi Guangpu         |
| 4. | 10 lutego 2024  | Lac-Beauport | AE          | Qi Guangpu         | Wang Xindi         | Émile Nadeau       |
| 5. | 11 lutego 2024  | Lac-Beauport | AE          | Zhang Yifan        | Wang Xindi         | Noé Roth           |
| 6. | 10 marca 2024   | Ałmaty       | AE          | Qi Guangpu         | Wang Guochen       | Christopher Lillis |

#### Kobiety
| Lp | Data            | Miejscowość  | Konkurencja | 1. miejsce      | 2. miejsce     | 3. miejsce            |
| -- | --------------- | ------------ | ----------- | --------------- | -------------- | --------------------- |
| 1. | 3 grudnia 2023  | Ruka         | AE          | Marion Thénault | Danielle Scott | Żanbota Ałdabergenowa |
| 2. | 16 grudnia 2023 | Changchun    | AE          | Winter Vinecki  | Kong Fanyu     | Laura Peel            |
| 3. | 2 lutego 2024   | Deer Valley  | AE          | Winter Vinecki  | Danielle Scott | Abbey Willcox         |
| 4. | 10 lutego 2024  | Lac-Beauport | AE          | Karenna Elliott | Danielle Scott | Marion Thénault       |
| 5. | 11 lutego 2024  | Lac-Beauport | AE          | Winter Vinecki  | Chen Meiting   | Danielle Scott        |
| 6. | 10 marca 2024   | Ałmaty       | AE          | Marion Thénault | Danielle Scott | Kong Fanyu            |

#### Konkurencje mieszane
- Drużynowe skoki akrobatyczne (AET)

| Lp. | Data            | Miejscowość  | Konkurencja | 1. miejsce                                                                | 2. miejsce                                    | 3. miejsce                                    |
| --- | --------------- | ------------ | ----------- | ------------------------------------------------------------------------- | --------------------------------------------- | --------------------------------------------- |
| 1.  | 17 grudnia 2023 | Changchun    | AET         | Stany Zjednoczone 1 Winter Vinecki · Christopher Lillis · Quinn Dehlinger | Chiny 2 Chen Meiting · Wang Xindi · Li Tianma | Chiny 1 Kong Fanyu · Zhang Yifan · Qi Guangpu |
|     | 11 lutego 2024  | Lac-Beauport | AET         | Odwołano                                                                  | Odwołano                                      | Odwołano                                      |

### Skicross(SX)

#### Mężczyźni
| Lp  | Data             | Miejscowość    | Konkurencja | 1. miejsce                | 2. miejsce            | 3. miejsce                |
| --- | ---------------- | -------------- | ----------- | ------------------------- | --------------------- | ------------------------- |
| 1.  | 7 grudnia 2023   | Val Thorens    | SX          | Tristan Takats            | Tyler Wallasch        | Romain Détraz             |
| 2.  | 8 grudnia 2023   | Val Thorens    | SX          | Jared Schmidt             | David Mobärg          | Johannes Rohrweck         |
| 3.  | 12 grudnia 2023  | Arosa          | SX          | Jared Schmidt             | Reece Howden          | Erik Mobärg               |
| 4.  | 21 grudnia 2023  | Innichen       | SX          | Jared Schmidt             | Nicolas Raffort       | Youri Duplessis Kergomard |
| 5.  | 22 grudnia 2023  | Innichen       | SX          | Terence Tchiknavorian     | Tim Hronek            | Florian Wilmsmann         |
| 6.  | 20 stycznia 2024 | Nakiska        | SX          | Reece Howden              | Terence Tchiknavorian | Alex Fiva                 |
| 7.  | 21 stycznia 2024 | Nakiska        | SX          | Jonas Lenherr             | Florian Wilmsmann     | Youri Duplessis Kergomard |
| 8.  | 28 stycznia 2024 | Sankt Moritz   | SX          | Simone Deromedis          | Alex Fiva             | Youri Duplessis Kergomard |
| 9.  | 2 lutego 2024    | Alleghe        | SX          | Erik Mobärg               | Alex Fiva             | Niklas Bachsleitner       |
| 10. | 3 lutego 2024    | Alleghe        | SX          | Reece Howden              | Florian Wilmsmann     | Johannes Aujesky          |
| 11. | 10 lutego 2024   | Bakuriani      | SX          | David Mobärg              | Florian Wilmsmann     | Alex Fiva                 |
| 12. | 11 lutego 2024   | Bakuriani      | SX          | Simone Deromedis          | David Mobärg          | Tobias Baur               |
| 13. | 24 lutego 2024   | Reiteralm      | SX          | Erik Mobärg               | Jonas Lenherr         | Melvin Tchiknavorian      |
| 14. | 25 lutego 2024   | Reiteralm      | SX          | Youri Duplessis Kergomard | Simone Deromedis      | Terence Tchiknavorian     |
|     | 2 marca 2024     | Oberwiesenthal | SX          | Odwołano                  | Odwołano              | Odwołano                  |
|     | 3 marca 2024     | Oberwiesenthal | SX          | Odwołano                  | Odwołano              | Odwołano                  |
| 15. | 16 marca 2024    | Veysonnaz      | SX          | David Mobärg              | Alex Fiva             | Florian Wilmsmann         |
| 16. | 22 marca 2024    | Idre Fjäll     | SX          | David Mobärg              | Simone Deromedis      | Reece Howden              |
| 17. | 23 marca 2024    | Idre Fjäll     | SX          | David Mobärg              | Reece Howden          | Erik Mobärg               |

#### Kobiety
| Lp  | Data             | Miejscowość    | Konkurencja | 1. miejsce        | 2. miejsce                                                     | 3. miejsce                       |
| --- | ---------------- | -------------- | ----------- | ----------------- | -------------------------------------------------------------- | -------------------------------- |
| 1.  | 7 grudnia 2023   | Val Thorens    | SX          | Sandra Näslund    | Marielle Berger-Sabbatel                                       | Fanny Smith                      |
| 2.  | 8 grudnia 2023   | Val Thorens    | SX          | Daniela Maier     | Brittany Phelan                                                | Marielle Berger-Sabbatel         |
| 3.  | 12 grudnia 2023  | Arosa          | SX          | Hannah Schmidt    | Marielle Berger-Sabbatel Marielle Thompson Christina Födermayr | —                                |
| 4.  | 21 grudnia 2023  | Innichen       | SX          | Sandra Näslund    | Fanny Smith                                                    | Hannah Schmidt                   |
| 5.  | 22 grudnia 2023  | Innichen       | SX          | Sixtine Cousin    | Marielle Berger-Sabbatel                                       | Sandra Näslund                   |
| 6.  | 20 stycznia 2024 | Nakiska        | SX          | Hannah Schmidt    | Marielle Thompson                                              | Fanny Smith                      |
| 7.  | 21 stycznia 2024 | Nakiska        | SX          | Hannah Schmidt    | Marielle Berger-Sabbatel                                       | Brittany Phelan                  |
| 8.  | 28 stycznia 2024 | Sankt Moritz   | SX          | Marielle Thompson | Fanny Smith                                                    | Hannah Schmidt                   |
| 9.  | 2 lutego 2024    | Alleghe        | SX          | India Sherret     | Saskja Lack                                                    | Talina Gantenbein                |
| 10. | 3 lutego 2024    | Alleghe        | SX          | Marielle Thompson | Brittany Phelan                                                | Marielle Berger-Sabbatel         |
| 11. | 10 lutego 2024   | Bakuriani      | SX          | Marielle Thompson | Brittany Phelan                                                | Marielle Berger-Sabbatel         |
| 12. | 11 lutego 2024   | Bakuriani      | SX          | Marielle Thompson | Marielle Berger-Sabbatel                                       | Talina Gantenbein                |
|     | 24 lutego 2024   | Reiteralm      | SX          | Odwołano          | Odwołano                                                       | Odwołano                         |
| 13. | 25 lutego 2024   | Reiteralm      | SX          | Brittany Phelan   | Marielle Berger-Sabbatel                                       | Talina Gantenbein Margaux Dumont |
|     | 2 marca 2024     | Oberwiesenthal | SX          | Odwołano          | Odwołano                                                       | Odwołano                         |
|     | 3 marca 2024     | Oberwiesenthal | SX          | Odwołano          | Odwołano                                                       | Odwołano                         |
| 14. | 16 marca 2024    | Veysonnaz      | SX          | Marielle Thompson | Brittany Phelan                                                | India Sherret                    |
| 15. | 22 marca 2024    | Idre Fjäll     | SX          | Brittany Phelan   | India Sherret                                                  | Saskja Lack                      |
| 16. | 23 marca 2024    | Idre Fjäll     | SX          | Marielle Thompson | Marielle Berger-Sabbatel                                       | Brittany Phelan                  |

## Klasyfikacje

### Mężczyźni
| Lp. | Zawodnik        | Punkty |
| --- | --------------- | ------ |
| 1.  | Alex Ferreira   | 500    |
| 2.  | Alexander Hall  | 460    |
| 3.  | Mac Forehand    | 455    |
| 4.  | Andri Ragettli  | 380    |
| 5.  | Birk Ruud       | 332    |
| 6.  | Hunter Hess     | 287    |
| 7.  | Jon Sallinen    | 245    |
| 8.  | Miro Tabanelli  | 226    |
| 9.  | Luca Harrington | 207    |
| 10. | Lee Seung-hun   | 199    |

| Lp. | Zawodnik             | Punkty |
| --- | -------------------- | ------ |
| 1.  | Alex Ferreira        | 400    |
| 2.  | Hunter Hess          | 265    |
| 3.  | Jon Sallinen         | 230    |
| 4.  | Lee Seung-hun        | 177    |
| 5.  | Nicholas Goepper     | 155    |
| 6.  | Brendan Mackay       | 145    |
| 7.  | Birk Irving          | 145    |
| 8.  | Luke Harrold         | 136    |
| 9.  | Dylan Ladd           | 136    |
| 10. | Finley Melville Ives | 134    |

| Lp. | Zawodnik           | Punkty |
| --- | ------------------ | ------ |
| 1.  | Mac Forehand       | 310    |
| 2.  | Alexander Hall     | 260    |
| 3.  | Andri Ragettli     | 255    |
| 4.  | Birk Ruud          | 194    |
| 5.  | Konnor Ralph       | 154    |
| 6.  | Luca Harrington    | 144    |
| 7.  | Max Moffatt        | 142    |
| 8.  | Tormod Frostad     | 139    |
| 9.  | Evan McEachran     | 136    |
| 10. | Sebastian Schjerve | 129    |

| Lp. | Zawodnik        | Punkty |
| --- | --------------- | ------ |
| 1.  | Alexander Hall  | 236    |
| 2.  | Andri Ragettli  | 196    |
| 3.  | Miro Tabanelli  | 162    |
| 4.  | Birk Ruud       | 160    |
| 5.  | Mac Forehand    | 136    |
| 6.  | Matěj Švancer   | 135    |
| 7.  | Leo Landrø      | 120    |
| 8.  | Elias Syrjä     | 117    |
| 9.  | Dylan Deschamps | 113    |
| 10. | Kim Gubser      | 99     |

| Lp. | Zawodnik         | Punkty |
| --- | ---------------- | ------ |
| 1.  | Mikaël Kingsbury | 1300   |
| 2.  | Ikuma Horishima  | 982    |
| 3.  | Filip Gravenfors | 705    |
| 4.  | Walter Wallberg  | 568    |
| 5.  | Nick Page        | 541    |
| 6.  | Rasmus Stegfeldt | 512    |
| 7.  | Benjamin Cavet   | 478    |
| 8.  | Pawieł Kołmakow  | 419    |
| 9.  | Julien Viel      | 408    |
| 10. | Cooper Woods     | 404    |

| Lp. | Zawodnik            | Punkty |
| --- | ------------------- | ------ |
| 1.  | Ikuma Horishima     | 610    |
| 2.  | Mikaël Kingsbury    | 600    |
| 3.  | Filip Gravenfors    | 361    |
| 4.  | Walter Wallberg     | 343    |
| 5.  | Elliot Vaillancourt | 236    |
| 6.  | Nick Page           | 233    |
| 7.  | Cooper Woods        | 221    |
| 8.  | Julien Viel         | 186    |
| 9.  | Cole McDonald       | 183    |
| 10. | Benjamin Cavet      | 182    |

| Lp. | Zawodnik         | Punkty |
| --- | ---------------- | ------ |
| 1.  | Mikaël Kingsbury | 700    |
| 2.  | Ikuma Horishima  | 372    |
| 3.  | Rasmus Stegfeldt | 361    |
| 4.  | Filip Gravenfors | 344    |
| 5.  | Nick Page        | 308    |
| 6.  | Benjamin Cavet   | 296    |
| 7.  | Pawieł Kołmakow  | 250    |
| 8.  | Walter Wallberg  | 225    |
| 9.  | Julien Viel      | 222    |
| 10. | Takuya Shimakawa | 209    |

| Lp. | Zawodnik           | Punkty |
| --- | ------------------ | ------ |
| 1.  | Qi Guangpu         | 440    |
| 2.  | Pirmin Werner      | 300    |
| 3.  | Christopher Lillis | 298    |
| 4.  | Wang Xindi         | 285    |
| 5.  | Zhang Yifan        | 276    |
| 6.  | Alexandre Duchaine | 226    |
| 7.  | Connor Curran      | 217    |
| 8.  | Li Tianma          | 191    |
| 9.  | Lewis Irving       | 188    |
| 10. | Noé Roth           | 179    |

| Lp. | Zawodnik                  | Punkty |
| --- | ------------------------- | ------ |
| 1.  | David Mobärg              | 780    |
| 2.  | Reece Howden              | 721    |
| 3.  | Alex Fiva                 | 698    |
| 4.  | Florian Wilmsmann         | 642    |
| 5.  | Erik Mobärg               | 612    |
| 6.  | Youri Duplessis Kergomard | 605    |
| 7.  | Simone Deromedis          | 555    |
| 8.  | Jared Schmidt             | 516    |
| 9.  | Terence Tchiknavorian     | 514    |
| 10. | Tristan Takats            | 390    |

### Kobiety
| Lp. | Zawodniczka      | Punkty |
| --- | ---------------- | ------ |
| 1.  | Mathilde Gremaud | 600    |
| 2.  | Eileen Gu        | 560    |
| 3.  | Tess Ledeux      | 496    |
| 4.  | Amy Fraser       | 335    |
| 5.  | Flora Tabanelli  | 270    |
| 6.  | Zoe Atkin        | 260    |
| 7.  | Jay Riccomini    | 251    |
| 8.  | Sarah Höfflin    | 251    |
| 9.  | Liu Mengting     | 244    |
| 10. | Anni Kärävä      | 241    |

| Lp. | Zawodniczka      | Punkty |
| --- | ---------------- | ------ |
| 1.  | Eileen Gu        | 400    |
| 2.  | Amy Fraser       | 290    |
| 3.  | Zoe Atkin        | 260    |
| 4.  | Riley Jacobs     | 185    |
| 5.  | Svea Irving      | 182    |
| 6.  | Hanna Faulhaber  | 160    |
| 7.  | Kathryn Gray     | 120    |
| 8.  | Dillan Glennie   | 119    |
| 9.  | Kim Da-eun       | 119    |
| 10. | Sabrina Cakmakli | 117    |

| Lp. | Zawodniczka       | Punkty |
| --- | ----------------- | ------ |
| 1.  | Mathilde Gremaud  | 380    |
| 2.  | Tess Ledeux       | 316    |
| 3.  | Jay Riccomini     | 209    |
| 4.  | Ruby Star Andrews | 186    |
| 5.  | Sarah Höfflin     | 165    |
| 6.  | Anni Kärävä       | 149    |
| 7.  | Olivia Asselin    | 130    |
| 8.  | Kokone Kondo      | 129    |
| 9.  | Liu Mengting      | 128    |
| 10. | Rell Harwood      | 128    |

| Lp. | Zawodniczka      | Punkty |
| --- | ---------------- | ------ |
| 1.  | Mathilde Gremaud | 380    |
| 2.  | Tess Ledeux      | 248    |
| 3.  | Flora Tabanelli  | 189    |
| 4.  | Sandra Eie       | 160    |
| 5.  | Kirsty Muir      | 140    |
| 6.  | Giulia Tanno     | 131    |
| 7.  | Liu Mengting     | 116    |
| 8.  | Anni Kärävä      | 116    |
| 9.  | Rell Harwood     | 90     |
| 10. | Sarah Höfflin    | 86     |

| Lp. | Zawodniczka        | Punkty |
| --- | ------------------ | ------ |
| 1.  | Jakara Anthony     | 1480   |
| 2.  | Jaelin Kauf        | 1064   |
| 3.  | Olivia Giaccio     | 882    |
| 4.  | Hannah Soar        | 717    |
| 5.  | Alli Macuga        | 615    |
| 6.  | Hinako Tomitaka    | 586    |
| 7.  | Tess Johnson       | 538    |
| 8.  | Rino Yanagimoto    | 531    |
| 9.  | Maïa Schwinghammer | 470    |
| 10. | Elizabeth Lemley   | 425    |

| Lp. | Zawodniczka        | Punkty |
| --- | ------------------ | ------ |
| 1.  | Jakara Anthony     | 720    |
| 2.  | Jaelin Kauf        | 500    |
| 3.  | Olivia Giaccio     | 427    |
| 4.  | Hannah Soar        | 406    |
| 5.  | Hinako Tomitaka    | 325    |
| 6.  | Alli Macuga        | 313    |
| 7.  | Rino Yanagimoto    | 301    |
| 8.  | Tess Johnson       | 248    |
| 9.  | Elizabeth Lemley   | 239    |
| 10. | Anastasija Gorodko | 204    |

| Lp. | Zawodniczka        | Punkty |
| --- | ------------------ | ------ |
| 1.  | Jakara Anthony     | 760    |
| 2.  | Jaelin Kauf        | 564    |
| 3.  | Olivia Giaccio     | 455    |
| 4.  | Hannah Soar        | 311    |
| 5.  | Maïa Schwinghammer | 304    |
| 6.  | Alli Macuga        | 302    |
| 7.  | Tess Johnson       | 290    |
| 8.  | Hinako Tomitaka    | 261    |
| 9.  | Rino Yanagimoto    | 230    |
| 10. | Elizabeth Lemley   | 186    |

| Lp. | Zawodniczka     | Punkty |
| --- | --------------- | ------ |
| 1.  | Danielle Scott  | 420    |
| 2.  | Winter Vinecki  | 378    |
| 3.  | Marion Thénault | 311    |
| 4.  | Chen Meiting    | 278    |
| 5.  | Kaila Kuhn      | 227    |
| 6.  | Karenna Elliott | 226    |
| 7.  | Emma Weiß       | 196    |
| 8.  | Tasia Tanner    | 192    |
| 9.  | Abbey Willcox   | 172    |
| 10. | Kong Fanyu      | 156    |

| Lp. | Zawodniczka              | Punkty |
| --- | ------------------------ | ------ |
| 1.  | Marielle Thompson        | 1077   |
| 2.  | Marielle Berger-Sabbatel | 990    |
| 3.  | Brittany Phelan          | 934    |
| 4.  | Hannah Schmidt           | 663    |
| 5.  | Talina Gantenbein        | 635    |
| 6.  | India Sherret            | 605    |
| 7.  | Saskja Lack              | 604    |
| 8.  | Sixtine Cousin           | 534    |
| 9.  | Fanny Smith              | 493    |
| 10. | Johanna Holzmann         | 462    |

### Drużynowo / Puchar Narodów
| Lp. | Państwo             | Punkty |
| --- | ------------------- | ------ |
| 1.  | Stany Zjednoczone 1 | 100    |
| 2.  | Chiny 2             | 80     |
| 3.  | Chiny 1             | 60     |
| 4.  | Stany Zjednoczone 2 | 50     |
| 5.  | Chiny 3             | 45     |
| 6.  | Stany Zjednoczone 3 | 40     |
| 7.  | Szwajcaria          | 36     |
| 8.  | Ukraina             | 32     |

| Lp. | Państwo           | Punkty |
| --- | ----------------- | ------ |
| 1.  | Kanada            | 8983   |
| 2.  | Stany Zjednoczone | 8125   |
| 3.  | Szwajcaria        | 5737   |
| 4.  | Francja           | 4548   |
| 5.  | Szwecja           | 4032   |
| 6.  | Japonia           | 3259   |
| 7.  | Australia         | 2979   |
| 8.  | Chiny             | 2650   |
| 9.  | Niemcy            | 2482   |
| 10. | Austria           | 2343   |